# Camptoptera philippina
Camptoptera philippina är en stekelart som beskrevs av Taguchi 1972. Camptoptera philippina ingår i släktet Camptoptera och familjen dvärgsteklar.
Artens utbredningsområde är Filippinerna. Inga underarter finns listade.